# Jacques Danon
Jacques Abulafia Danon (Santos, SP, Brasil, 1924 - Paris, Francia, 30 de octubre de 1989), descendiente de franceses exportadores de café, fue uno de los científicos brasileros más influyentes del siglo XX.

## Biografía científica
Se graduó en Química en 1945 de la Universidad de Brasil. Al cabo de tres años comienza a trabajar en el Laboratoire Curie do Institut du Radium, en París.
Regresa a Río de Janeiro, y pasa a formar parte del equipo del Centro Brasileiro de Pesquisas Físicas (CBPF).
De personalidad envolvente y carismática, Danon se interesa por diversas ramas del conocimiento y por ello es designado miembro de diversas asociaciones científicas brasileras e internacionales, fue director del Observatorio Nacional.
Sus principales campos de actuación fueron la física y la química, siendo un gran divulgador de la Espectroscopia Mössbauer en Brasil.